# Герт Миттринг

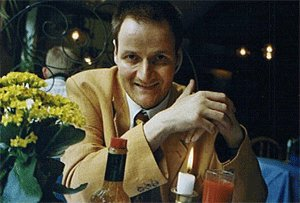
Герт Миттринг.

Герт Миттринг (родился в Штутгарте 26 мая 1966 г.) — немецкий феноменальный счётчик. Его вдохновил покойный Вим Клейн. Он участвовал в соревнованиях по ментальному расчету MSO каждый год, начиная с 2004 года, и только четыре раза ему не удавалось выиграть золотую медаль. Он установил множество мировых рекордов по умственным вычислениям, таких как вычисление корня 89247-й степени из 1000000-значного числа. Имеет кандидатские степени по статистике и педагогике. Говорят, что в школьные годы Миттринг имел плохие оценки по математике. Он написал несколько книг по умственным вычислениям, и является руководителем комитета по исследованию интеллекта в сообществе Интертел.

## Внешние ссылки
- Официальный сайт Герта Миттринга
- TV Total 2014
- Deutschlands Superhirn 2016
- Мировой рекорд извлечения корня 2015
- Мировой рекорд по извлечению простых чисел 2013
- MSO интервью 2015